# Jean-Nicolas Bouilly
Pour les articles homonymes, voir Bouilly.
Jean-Nicolas Bouilly, né à Joué-lès-Tours le 23 janvier 1763 et mort à Paris le 24 avril 1842,, est un écrivain, librettiste et dramaturge français.

## Biographie
Fils de Jean-François Bouilly, sieur de la Coudraye, et de Marie Anne Barnabé, il a passé les années de son enfance à Tours, où il a reçu ses premières leçons de son beau-père, homme de loi et professeur de physique. Au printemps, il se livrait à l’étude de l’histoire naturelle. Après ses études au collège royal de Tours, chez les Oratoriens, il a fait jouer avec succès une comédie en un acte et en vers, intitulée la Matinée à la mode, sur le théâtre de Tours, en 1782, mais son beau-père, membre du barreau, qui avait d’autres projets pour lui, l’a envoyé étudier chez un procureur du bailliage de Tours, puis faire son droit.
Après des études de droit à l'université d'Orléans, il se fait recevoir avocat au parlement de Paris, présenté, lors du serment professionnel, par Tronson du Coudray. Lorsque le parlement est transféré à Troyes en 1787, il renonce au barreau pour retourner au théâtre, encouragé à ses débuts par Mirabeau. Retourné sur les bords de la Loire, où il a produit Pierre-le-Grand, drame lyrique en trois actes, lu, en juillet 1789, à l’assemblée générale des sociétaires du Théâtre-Italien et accepté à l’unanimité. La première représentation, sur une musique d’André-Modeste Grétry a eu lieu le 13 janvier 1790. La réussite de cette pièce l’a déterminé, dès ce moment, à se consacrer entièrement au théâtre.
Aux commencements de la Révolution, il remplit diverses fonctions administratives à Tours, puis il est nommé membre de la commission chargée de rédiger un plan d'éducation pour la jeunesse française, mais donne sa démission lorsqu'il est question de soumettre cette commission aux investigations de la police. Il entame alors une carrière de dramaturge et de librettiste d'opéras, composant notamment des livrets pour Grétry, Cherubini, Méhul et Dalayrac. Une de ses pièces, Léonore, ou l'Amour conjugal, est à l'origine du livret de Fidelio de Beethoven. Ses comédies, bien charpentées, connaissent à leur apparition un succès de vogue. À partir de 1809, il fait paraître un nombre considérable de recueils de contes pour la jeunesse. Alors que leur sensiblerie, déjà présente dans son œuvre de dramaturge, le font surnommer « le poète lacrymal », ils sont traduits dans de nombreuses langues et continueront à être réédités jusqu'à la fin du siècle. Vers la fin de sa vie, il publie également plusieurs volumes de souvenirs.
En 2021 les éditions Cépaduès publient une biographie qui lui est consacrée, "La Terreur et les Honneurs - Jean-Nicolas Bouilly artiste et Franc-Maçon".
Il est enterré au cimetière du Père-Lachaise (13e division). Il a épousé Catherine Eugénie Revel, fille de Louis Revel de Grancour et de Marie Louise Bocher. Leur fille épousera Joseph-Henri Flacon Rochelle.

## Œuvres

### Théâtre
- Pierre le Grand, comédie en 4 actes et en prose, mêlée de chants, musique de André Grétry, théâtre italien de Paris, 13 janvier 1790. lire en ligne sur Gallica
- Jean-Jacques Rousseau à ses derniers moments, trait historique en un acte et en prose, théâtre italien de Paris, 31 décembre 1790, lire en ligne sur Gallica.
- Léonore, ou l'Amour conjugal, fait historique en 2 actes et en prose mêlée de chants, musique de Pierre Gaveaux, créé au théâtre Feydeau le 19 février 1798, lire en ligne sur Gallica.
- La Mort de Turenne, pièce historique et militaire à grand spectacle, en 3 actes, mêlée de pantomimes, combats et évolutions, avec Jean-Guillaume-Antoine Cuvelier, Paris, théâtre de la Cité, 11 juin 1797.
- René Descartes, trait historique en 2 actes et en prose, Paris, Théâtre-Français, 20 septembre 1796, lire en ligne sur Gallica.
- La Famille américaine, comédie en un acte et en prose, mêlée de chants, musique de Nicolas Dalayrac, théâtre italien de Paris, 17 février 1796.
- Le Tombeau de Turenne, ou l'Armée du Rhin à Saspach, fait historique en un acte, mêlé de vaudevilles, pantomimes, danses et évolutions militaires, avec Jean-Guillaume-Antoine Cuvelier et Hector Chaussier, Paris, Palais des Variétés, 8 janvier 1799.
- L'Abbé de L'Épée, comédie historique en 5 actes et en prose, Paris, Théâtre-Français, 14 décembre 1799, lire en ligne sur Gallica.
- Les Deux Journées, comédie lyrique en 3 actes, musique de Luigi Cherubini, Paris, théâtre de l'Opéra-Comique, 15 janvier 1800.
- Zoé, ou la Pauvre Petite, opéra en un acte, musique de Charles Henri Plantade, Paris, théâtre de l'Opéra-Comique, 3 juillet 1800.
- Téniers, comédie en 1 acte et en prose, mêlée de vaudevilles, avec Joseph-Marie Pain, Paris, théâtre du Vaudeville, 18 octobre 1800.
- Florian, comédie en 1 acte, en prose, mêlée de vaudevilles, avec Joseph-Marie Pain, Paris, théâtre du Vaudeville, 18 décembre 1800.
- Berquin, ou l'Ami des enfants, comédie en 1 acte, en prose, mêlée de vaudevilles, avec Joseph-Marie Pain, Paris, théâtre du Vaudeville, 7 décembre 1801, disponible sur Google Livres.
- Une folie, comédie en 2 actes, mêlée de chants, musique de Étienne-Nicolas Méhul, Paris, théâtre de l'Opéra-Comique, 4 avril 1802 .
- Fanchon la vielleuse, comédie en 3 actes, mêlée de vaudevilles, avec Joseph-Marie Pain, Paris, théâtre du Vaudeville, 16 janvier 1803, lire en ligne sur Gallica.
- Héléna, opéra en 3 actes, musique d'Étienne-Nicolas Méhul, Paris, théâtre de l'Opéra-Comique, 1er mars 1803.
- Le Désastre de Lisbonne, drame héroïque en 3 actes, en prose, mêlé de danse et de pantomime, musique de Alexandre Piccini, Paris, théâtre de la Porte-Saint-Martin, 24 novembre 1804, disponible sur Google Livres.
- L'Intrigue aux fenêtres, opéra bouffon en 1 acte, avec Emmanuel Dupaty, musique de Nicolas Isouard, Paris, théâtre de l'Opéra-Comique, 25 février 1805, disponible sur Google Livres.
- Madame de Sévigné, comédie en 3 actes et en prose, Paris, Théâtre-Français, 6 juin 1805, lire en ligne sur Gallica.
- Les Français dans le Tyrol, fait historique, en 1 acte et en prose, Paris, Théâtre-Français, 1er février 1806.
- Agnès Sorel, comédie en trois actes mêlée de vaudevilles, avec Emmanuel Dupaty, Paris, théâtre du Vaudeville, 9 avril 1806.
- Haine aux femmes, comédie en 1 acte, mêlée de vaudevilles, Paris, théâtre du Vaudeville, 23 février 1808.
- Françoise de Foix, opéra-comique en 3 actes, avec Emmanuel Dupaty, musique de Henri Montan Berton, Paris, Théâtre de l'Opéra-Comique, 28 janvier 1809.
- Le Petit Courrier, ou Comme les femmes se vengent, comédie en 2 actes, en prose, mêlée de vaudevilles, avec Charles-François-Jean-Baptiste Moreau de Commagny, Paris, théâtre du Vaudeville, 20 avril 1809.
- La Vieillesse de Piron, comédie en 1 acte, en prose, mêlée de vaudevilles, avec Joseph-Marie Pain, Paris, théâtre du Vaudeville, 9 avril 1810.
- La Belle au bois dormant, féerie-vaudeville en 2 actes, avec Théophile Marion Dumersan, Paris, théâtre du Vaudeville, 20 février 1811.
- Robert le diable, comédie en 2 actes, mêlée de vaudevilles, avec Théophile Marion Dumersan, Paris, théâtre du Vaudeville, 31 décembre 1812.
- Le Séjour militaire, opéra-comique en 1 acte, musique de Auber, Paris, théâtre de l'Opéra-Comique, 27 février 1813.
- Le Prince en goguette, ou la Faute et la leçon, comédie en 2 actes et en prose, mêlée de couplets, musique de Marc-Antoine Désaugiers, Paris, théâtre du Vaudeville, 21 avril 1817.
- Les Jeux floraux, opéra en 3 actes, musique de Léopold Aimon, Paris, Académie royale de musique, 16 novembre 1818.
- Valentine de Milan, drame lyrique en 3 actes, musique posthume de Étienne-Nicolas Méhul, partition terminée par Joseph Daussoigne, Paris, théâtre de l'Opéra-Comique, 28 novembre 1822.
- Les Deux Nuits, opéra-comique en 3 actes, avec Eugène Scribe, musique de François Adrien Boieldieu, Paris, théâtre de l'Opéra-Comique, 20 mai 1829.
- Le Bandeau, comédie-vaudeville en 1 acte, avec Louis-Émile Vanderburch, Paris, théâtre du Gymnase-Dramatique, 21 mai 1832.
- Guido Reni, ou les Artistes, drame en 5 actes, avec Antony Béraud, Paris, Comédie-Française, 6 février 1833.

### Contes
- Causeries d'un vieillard, 1807.
- Contes à ma fille, 1809.
- Conseils à ma fille, 1811, lire en ligne sur Gallica  .
- Les Jeunes Femmes, 2 vol., 1817.
- Annales de la jeunesse, avec M. et Mme Hyacinthe Azaïs, de Rougemont et Lefebvre, 1817.
- Les Encouragements de la jeunesse, 1817, lire en ligne sur Gallica.
- Les Mères de famille, 2 vol., 1823.
- Contes offerts aux enfants de France, 2 vol., 1824-1825.
- Contes à mes petites amies, ou Trois Mois en Touraine, 1827, lire en ligne sur Gallica.
- Le Portefeuille de la jeunesse, ou la Morale et l'histoire enseignées par des exemples, précédé d'un discours sur l'ensemble de l'ouvrage, 20 vol., 1829-1831.
- Contes populaires, 1830, lire en ligne sur Gallica  .
- Les Adieux du vieux conteur, 1835.
- Alfred et Nathalie, ou les Coupables supposés, 1836.
- Nouvelles Causeries d'un vieillard, 1838.
- La Discrétion, 1846.
- Petits Contes d'une mère à ses enfants, 1846.
- Nouveaux conseils à ma fille, 1877, lire en ligne sur Gallica .
- Contes moraux pour les jeunes élèves, 1883, lire en ligne sur Gallica .
- Geneviève et Marcelin, ou les Jumeaux de la Beauce. La Charrette à bras, 1884, lire en ligne sur Gallica.
- Le Dévouement filial, ou la Chanteuse volée, 1884, lire en ligne sur Gallica.
- La Petite Gouvernante, suivie d'autres épisodes, 1885, lire en ligne sur Gallica.
- Causeries pour la jeunesse, 1886, lire en ligne sur Gallica.
- Causeries et nouvelles causeries, 1886, lire en ligne sur Gallica.

### Varia
- Mes Récapitulations, 3 vol., 1836-1837.
- Explication des douze écussons qui représentent les emblèmes et les symboles des douze grades philosophiques du rite écossais dit ancien et accepté, par l'ill.* F.* Bouilly, 1837.
- Nouvelles Récapitulations, 1838.
- Soixante ans du Théâtre-Français, par un amateur, né en 1769, 1842.
- Le Vieux Glaneur, ou de Tout un peu, poésies, s. d.

## Pour approfondir